# NGC 4328
NGC 4328 je eliptična galaktika u zviježđu Berenikinoj kosi.

## Vanjske poveznice
- (eng.) SEDS: NGC 4328
- (eng.) Revidirani Novi opći katalog
- (eng.) Izvangalaktička baza podataka NASA-e i IPAC-a
- (eng.) Astronomska baza podataka SIMBAD
- (eng.) VizieR